# Diana Romagnoli
Diana Romagnoli   (Männedorf, 14 de febrer de 1977) és una tiradora d'esgrima suïssa, ja retirada, especialista en espasa, que va competir al tombant del segle XXI.
El 2000 va prendre part en els Jocs Olímpics d'Estiu de Sydney, on va disputar dues proves del programa d'esgrima. En la prova d'espasa per equips guanyà la medalla de plata, mentre en la d'espasa individual fou dotzena.
En el seu palmarès també destaquen dues medalles de plata al Campionat del món d'esgrima, el 1999 i 2001 i una d'or al Campionat d'Europa d'esgrima de 2000.